# Olympische Sommerspiele 2016/Teilnehmer (Mexiko)
| Gelbes Symbol für Goldmedaillen mit stilisierten Olympischen Ringen | Graues Symbol für Silbermedaillen mit stilisierten Olympischen Ringen | Braundes Symbol für Bronzemedaillen mit stilisierten Olympischen Ringen |
| ------------------------------------------------------------------- | --------------------------------------------------------------------- | ----------------------------------------------------------------------- |
| —                                                                   | 3                                                                     | 2                                                                       |

Mexiko nahm an den Olympischen Spielen 2016 in Rio de Janeiro teil. Es war die insgesamt 23. Teilnahme an Olympischen Sommerspielen. Die Nominierung der mexikanischen Olympiamannschaft erfolgte durch das Comité Olímpico Mexicano. Insgesamt wurden 125 Athleten in 27 Sportarten nominiert.

## Teilnehmer nach Sportarten

### Badminton
| Athleten   | Wettbewerb | Gruppenphase                      | Gruppenphase                          | Gruppenphase | Gruppenphase | Achtelfinale  | Achtelfinale  | Viertelfinale | Viertelfinale | Halbfinale    | Halbfinale    | Finale        | Finale        | Rang          |
| Athleten   | Wettbewerb | Gegner                            | Ergebnis                              | Punkte       | Rang         | Gegner        | Ergebnis      | Gegner        | Ergebnis      | Gegner        | Ergebnis      | Gegner        | Ergebnis      | Rang          |
| ---------- | ---------- | --------------------------------- | ------------------------------------- | ------------ | ------------ | ------------- | ------------- | ------------- | ------------- | ------------- | ------------- | ------------- | ------------- | ------------- |
| Männer     |            |                                   |                                       |              |              |               |               |               |               |               |               |               |               |               |
| Lino Muñoz | Einzel     | Srikanth Kidambi Henri Hurskainen | 0:2 (11:21, 17:21) 0:2 (12:21, 11:21) | 51:84        | 3            | ausgeschieden | ausgeschieden | ausgeschieden | ausgeschieden | ausgeschieden | ausgeschieden | ausgeschieden | ausgeschieden | ausgeschieden |

### Beachvolleyball
| Athleten                       | Gruppenphase                                       | Gruppenphase                                                    | Gruppenphase | Gruppenphase | Achtelfinale           | Achtelfinale       | Viertelfinale | Viertelfinale | Halbfinale    | Halbfinale    | Finale        | Finale        | Rang          |
| Athleten                       | Gegner                                             | Ergebnis                                                        | Punkte       | Rang         | Gegner                 | Ergebnis           | Gegner        | Ergebnis      | Gegner        | Ergebnis      | Gegner        | Ergebnis      | Rang          |
| ------------------------------ | -------------------------------------------------- | --------------------------------------------------------------- | ------------ | ------------ | ---------------------- | ------------------ | ------------- | ------------- | ------------- | ------------- | ------------- | ------------- | ------------- |
| Männer                         |                                                    |                                                                 |              |              |                        |                    |               |               |               |               |               |               |               |
| Lombardo Ontiveros Juan Virgen | Nicolai / Lupo Lucena / Dalhausser Naceur / Belhaj | 2:1 (14:21, 21:14, 15:11) 0:2 (14:21, 17:21) 2:0 (21:10, 21:10) | 5            | 2            | Nummerdor / Varenhorst | 0:2 (18:21, 15:21) | ausgeschieden | ausgeschieden | ausgeschieden | ausgeschieden | ausgeschieden | ausgeschieden | ausgeschieden |

### Bogenschießen
| Athleten                                       | Wettbewerb | Qualifikation | Qualifikation | 1. Runde           | 1. Runde      | 2. Runde            | 2. Runde           | Achtelfinale  | Achtelfinale  | Viertelfinale  | Viertelfinale | Halbfinale    | Halbfinale    | Finale                     | Finale        | Rang |
| Athleten                                       | Wettbewerb | Ringe         | Rang          | Gegner             | Ergebnis      | Gegner              | Ergebnis           | Gegner        | Ergebnis      | Gegner         | Ergebnis      | Gegner        | Ergebnis      | Gegner                     | Ergebnis      | Rang |
| ---------------------------------------------- | ---------- | ------------- | ------------- | ------------------ | ------------- | ------------------- | ------------------ | ------------- | ------------- | -------------- | ------------- | ------------- | ------------- | -------------------------- | ------------- | ---- |
| Frauen                                         |            |               |               |                    |               |                     |                    |               |               |                |               |               |               |                            |               |      |
| Gabriela Bayardo                               | Einzel     | 648           | 12            | Shamoli Ray        | 6-0 (84:75)   | Lisa Unruh          | 4-6 (133:135)      | ausgeschieden | ausgeschieden | ausgeschieden  | ausgeschieden | ausgeschieden | ausgeschieden | ausgeschieden              | ausgeschieden | 17   |
| Aída Román                                     | Einzel     | 623           | 38            | Alexandra Mîrca    | 4–6 (132:133) | ausgeschieden       | ausgeschieden      | ausgeschieden | ausgeschieden | ausgeschieden  | ausgeschieden | ausgeschieden | ausgeschieden | ausgeschieden              | ausgeschieden | 33   |
| Alejandra Valencia                             | Einzel     | 651           | 8             | Iulia Lobschanidse | 6-4 (136:136) | Yasemin Ecem Anagöz | 6-5 (SO) (137:136) | Bombayla Devi | 6-2 (104:103) | Choi Mi-sun    | 6-0 (83:76)   | Lisa Unruh    | 2-6 (103:105) | Match um Platz 3 Ki Bo-bae | 4-6 (131:131) | 4    |
| Gabriela Bayardo Aída Román Alejandra Valencia | Mannschaft | 1922          | 5             | –                  | –             | –                   | –                  | Georgien      | 6-0 (169:157) | Chinese Taipei | 4–5 (235:237) | ausgeschieden | ausgeschieden | ausgeschieden              | ausgeschieden | 5    |
| Männer                                         |            |               |               |                    |               |                     |                    |               |               |                |               |               |               |                            |               |      |
| Ernesto Horacio Boardman                       | Einzel     | 662           | 28            | Adrián Puentes     | 4–6 (127:129) | ausgeschieden       | ausgeschieden      | ausgeschieden | ausgeschieden | ausgeschieden  | ausgeschieden | ausgeschieden | ausgeschieden | ausgeschieden              | ausgeschieden | 33   |

### Boxen
| Athleten           | Wettbewerb                   | 1. Runde               | 1. Runde | Achtelfinale       | Achtelfinale    | Viertelfinale | Viertelfinale | Halbfinale            | Halbfinale    | Finale        | Finale        | Rang          |
| Athleten           | Wettbewerb                   | Gegner                 | Ergebnis | Gegner             | Ergebnis        | Gegner        | Ergebnis      | Gegner                | Ergebnis      | Gegner        | Ergebnis      | Rang          |
| ------------------ | ---------------------------- | ---------------------- | -------- | ------------------ | --------------- | ------------- | ------------- | --------------------- | ------------- | ------------- | ------------- | ------------- |
| Männer             |                              |                        |          |                    |                 |               |               |                       |               |               |               |               |
| Joselito Velázquez | Halbfliegengewicht bis 49 kg | Leandro Blanc          | 3:0      | Hasanboy Doʻsmatov | 0:3             | ausgeschieden | ausgeschieden | ausgeschieden         | ausgeschieden | ausgeschieden | ausgeschieden | ausgeschieden |
| Elías Emigdio      | Fliegengewicht bis 52 kg     | Charchüügiin Ench-Amar | 3:0      | Ceiber Ávila       | 0:3             | ausgeschieden | ausgeschieden | ausgeschieden         | ausgeschieden | ausgeschieden | ausgeschieden | ausgeschieden |
| Lindolfo Delgado   | Leichtgewicht bis 60 kg      | Carmine Tommasone      | 0:3      | ausgeschieden      | ausgeschieden   | ausgeschieden | ausgeschieden | ausgeschieden         | ausgeschieden | ausgeschieden | ausgeschieden | ausgeschieden |
| Raúl Curiel        | Halbweltergewicht bis 64 kg  | Hu Qianxun             | kampflos | ausgeschieden      | ausgeschieden   | ausgeschieden | ausgeschieden | ausgeschieden         | ausgeschieden | ausgeschieden | ausgeschieden | ausgeschieden |
| Juan Pablo Romero  | Weltergewicht bis 69 kg      | Vincenzo Mangiacapre   | 1:2      | ausgeschieden      | ausgeschieden   | ausgeschieden | ausgeschieden | ausgeschieden         | ausgeschieden | ausgeschieden | ausgeschieden | ausgeschieden |
| Misael Rodríguez   | Mittelgewicht bis 75 kg      | Waheed Abdul-Ridha     | 3:0      | Michael O’Reilly   | disqualifiziert | Hosam Abdin   | 3:0           | Bektemir Meliqoʻziyev | 0:3           | ausgeschieden | ausgeschieden | Bronze        |

### Fechten
| Athleten                                                    | Wettbewerb       | 1. Runde        | 1. Runde | 2. Runde        | 2. Runde      | Achtelfinale  | Achtelfinale  | Viertelfinale | Viertelfinale | Halbfinale / Klassifikation | Halbfinale / Klassifikation | Finale / Platzierung | Finale / Platzierung | Rang          |
| Athleten                                                    | Wettbewerb       | Gegner          | Ergebnis | Gegner          | Ergebnis      | Gegner        | Ergebnis      | Gegner        | Ergebnis      | Gegner                      | Ergebnis                    | Gegner               | Ergebnis             | Rang          |
| ----------------------------------------------------------- | ---------------- | --------------- | -------- | --------------- | ------------- | ------------- | ------------- | ------------- | ------------- | --------------------------- | --------------------------- | -------------------- | -------------------- | ------------- |
| Frauen                                                      |                  |                 |          |                 |               |               |               |               |               |                             |                             |                      |                      |               |
| Alejandra Terán                                             | Degen Einzel     | Nozomi Nakano   | 12:15    | ausgeschieden   | ausgeschieden | ausgeschieden | ausgeschieden | ausgeschieden | ausgeschieden | ausgeschieden               | ausgeschieden               | ausgeschieden        | ausgeschieden        | ausgeschieden |
| Nataly Michel                                               | Florett Einzel   | Freilos         | Freilos  | Nzingha Prescod | 9:15          | ausgeschieden | ausgeschieden | ausgeschieden | ausgeschieden | ausgeschieden               | ausgeschieden               | ausgeschieden        | ausgeschieden        | ausgeschieden |
| Tania Arrayales                                             | Säbel Einzel     | –               | –        | Jana Jegorjan   | 7:15          | ausgeschieden | ausgeschieden | ausgeschieden | ausgeschieden | ausgeschieden               | ausgeschieden               | ausgeschieden        | ausgeschieden        | ausgeschieden |
| Úrsula González                                             | Säbel Einzel     | Julieta Toledo  | 15:11    | Olha Charlan    | 8:15          | ausgeschieden | ausgeschieden | ausgeschieden | ausgeschieden | ausgeschieden               | ausgeschieden               | ausgeschieden        | ausgeschieden        | ausgeschieden |
| Julieta Toledo                                              | Säbel Einzel     | Úrsula González | 11:15    | ausgeschieden   | ausgeschieden | ausgeschieden | ausgeschieden | ausgeschieden | ausgeschieden | ausgeschieden               | ausgeschieden               | ausgeschieden        | ausgeschieden        | ausgeschieden |
| Tania Arrayales Úrsula González Paola Pliego Julieta Toledo | Säbel Mannschaft | –               | –        | –               | –             | –             | –             | Russland      | 31:45         | Polen                       | 23:45                       | Frankreich           | 45:38                | 7             |
| Männer                                                      |                  |                 |          |                 |               |               |               |               |               |                             |                             |                      |                      |               |
| Daniel Gómez                                                | Florett Einzel   | Freilos         | Freilos  | Giorgio Avola   | 5:15          | ausgeschieden | ausgeschieden | ausgeschieden | ausgeschieden | ausgeschieden               | ausgeschieden               | ausgeschieden        | ausgeschieden        | ausgeschieden |
| Julián Ayala                                                | Säbel Einzel     | Áron Szilágyi   | 9:15     | –               | –             | ausgeschieden | ausgeschieden | ausgeschieden | ausgeschieden | ausgeschieden               | ausgeschieden               | ausgeschieden        | ausgeschieden        | ausgeschieden |

### Fußball
| Wettbewerb    | Männer |
| ------------- | --- |
| Athleten      | José Abella Erick Aguirre Marco Bueno Carlos Cisneros Alfonso González Erick Gutiérrez Víctor Guzmán Gibrán Lajud (TW) Hirving Lozano César Montes Jorge Torres Nilo Michael Pérez Erick Torres Padilla Oribe Peralta Rodolfo Pizarro Carlos Salcedo Jordan Silva Alfredo Talavera (TW) |
| Trainer       | Raúl Gutiérrez |
| Gruppenphase  | Deutschland 2:2 (0:0) Fidschi 5:1 (0:1) Südkorea 0:1 (0:0) |
| Viertelfinale | ausgeschieden |
| Halbfinale    | ausgeschieden |
| Finale        | ausgeschieden |
| Platzierung   | – |

### Gewichtheben
| Athleten         | Wettbewerb       | Reißen  | Reißen | Stoßen  | Stoßen | Zweikampf | Zweikampf | Rang |
| Athleten         | Wettbewerb       | Gewicht | Rang   | Gewicht | Rang   | Gewicht   | Rang      | Rang |
| ---------------- | ---------------- | ------- | ------ | ------- | ------ | --------- | --------- | ---- |
| Frauen           |                  |         |        |         |        |           |           |      |
| Mónica Domínguez | Klasse bis 58 kg | 96 kg   | 6      | 115 kg  | 8      | 211 kg    | 8         | 8    |
| Eva Gurrola      | Klasse bis 63 kg | 100 kg  | 6      | 120 kg  | 6      | 220 kg    | 5         | 5    |
| Alejandra Garza  | Klasse bis 75 kg | 98 kg   | 10     | 126 kg  | 9      | 224 kg    | 9         | 9    |
| Männer           |                  |         |        |         |        |           |           |      |
| Bredni Roque     | Klasse bis 69 kg | 145 kg  | 7      | 181 kg  | 5      | 326 kg    | 4         | 4    |

### Golf
| Athleten          | Runde 1 | Runde 2 | Runde 3 | Runde 4 | Gesamt | Par | Rang |
| ----------------- | ------- | ------- | ------- | ------- | ------ | --- | ---- |
| Frauen            |         |         |         |         |        |     |      |
| Gabriela López    | 71      | 67      | 76      | 72      | 286    | +2  | T31  |
| Alejandra Llaneza | 73      | 68      | 73      | 80      | 294    | +10 | T44  |
| Männer            |         |         |         |         |        |     |      |
| Rodolfo Cazaubón  | 76      | 66      | 68      | 73      | 283    | −1  | T30  |

### Judo
| Athleten                 | Wettbewerb | 1. Runde       | 1. Runde    | 2. Runde  | 2. Runde         | Viertelfinale | Viertelfinale | Halbfinale / Trostrunde | Halbfinale / Trostrunde | Finale / Platz 3 | Finale / Platz 3 | Rang |
| Athleten                 | Wettbewerb | Gegner         | Ergebnis    | Gegner    | Ergebnis         | Gegner        | Ergebnis      | Gegner                  | Ergebnis                | Gegner           | Ergebnis         | Rang |
| ------------------------ | ---------- | -------------- | ----------- | --------- | ---------------- | ------------- | ------------- | ----------------------- | ----------------------- | ---------------- | ---------------- | ---- |
| Frauen                   |            |                |             |           |                  |               |               |                         |                         |                  |                  |      |
| Edna Carrillo            | bis 48 kg  | D. Lokmanhekim | 100s0:000s0 | A. Kondo  | 000s1:101s0      | ausgeschieden | ausgeschieden | ausgeschieden           | ausgeschieden           | ausgeschieden    | ausgeschieden    | 9    |
| Vanessa Martina Zambotti | über 78 kg | Freilos        | Freilos     | E. Andeol | 000s2:000s1 (GS) | ausgeschieden | ausgeschieden | ausgeschieden           | ausgeschieden           | ausgeschieden    | ausgeschieden    | 9    |

### Kanu

#### Kanurennsport
| Athleten      | Wettbewerb | Vorlauf  | Vorlauf | Halbfinale | Halbfinale | Finale   | Finale | Rang |
| Athleten      | Wettbewerb | Zeit     | Rang    | Zeit       | Rang       | Zeit     | Rang   | Rang |
| ------------- | ---------- | -------- | ------- | ---------- | ---------- | -------- | ------ | ---- |
| Männer        |            |          |         |            |            |          |        |      |
| Marcos Pulido | C-1 200 m  | 41,910 s | 6       | 42,283 s   | 5          | 42,098 s | 8      | 16   |

### Leichtathletik
Laufen und Gehen 
| Athleten                 | Wettbewerb  | Runde 1 | Runde 1 | Halbfinale | Halbfinale | Finale          | Finale          | Rang   |
| Athleten                 | Wettbewerb  | Zeit    | Rang    | Zeit       | Rang       | Zeit            | Rang            | Rang   |
| ------------------------ | ----------- | ------- | ------- | ---------- | ---------- | --------------- | --------------- | ------ |
| Frauen                   |             |         |         |            |            |                 |                 |        |
| Brenda Flores            | 10.000 m    | –       | –       | –          | –          | 32:39,08 min    | 32              | 32     |
| Marisol Romero           | 10.000 m    | –       | –       | –          | –          | 35:33,03 min    | 35              | 35     |
| Madaí Pérez              | Marathon    | –       | –       | –          | –          | 2:34:42 h       | 32              | 32     |
| Margarita Hernández      | Marathon    | –       | –       | –          | –          | 2:38:15 h       | 48              | 48     |
| Vianey de la Rosa        | Marathon    | –       | –       | –          | –          | nicht gestartet | nicht gestartet | –      |
| María Guadalupe González | 20 km Gehen | –       | –       | –          | –          | 1:28:37 h       | 2               | Silber |
| Alejandra Ortega         | 20 km Gehen | –       | –       | –          | –          | 1:37:33 h       | 41              | 41     |
| María Guadalupe Sánchez  | 20 km Gehen | –       | –       | –          | –          | 1:33:44 h       | 23              | 23     |
| Männer                   |             |         |         |            |            |                 |                 |        |
| Jose Carlos Herrera      | 200 m       | 20,29 s | 17      | 20,48 s    | 20         | ausgeschieden   | ausgeschieden   | 20     |
| Ricardo Ramos            | Marathon    | –       | –       | –          | –          | 2:30:20 h       | 120             | 120    |
| Daniel Vargas            | Marathon    | –       | –       | –          | –          | 2:18:51 h       | 54              | 54     |
| Pedro Daniel Gómez       | 20 km Gehen | –       | –       | –          | –          | 1:22:22 h       | 23              | 23     |
| Ever Palma               | 20 km Gehen | –       | –       | –          | –          | 1:21:24 h       | 14              | 14     |
| Julio César Salazar      | 20 km Gehen | –       | –       | –          | –          | 1:27:38 h       | 52              | 52     |
| Horacio Nava             | 50 km Gehen | –       | –       | –          | –          | 3:50:53 h       | 13              | 13     |
| José Leyver Ojeda        | 50 km Gehen | –       | –       | –          | –          | 3:56:07 h       | 25              | 25     |
| Omar Zepeda              | 50 km Gehen | –       | –       | –          | –          | 3:51:35 h       | 16              | 16     |

 Springen und Werfen 
| Athleten        | Wettbewerb | Qualifikation | Qualifikation | Finale        | Finale        | Rang |
| Athleten        | Wettbewerb | Weite/Höhe    | Rang          | Weite/Höhe    | Rang          | Rang |
| --------------- | ---------- | ------------- | ------------- | ------------- | ------------- | ---- |
| Frauen          |            |               |               |               |               |      |
| Yvonne Treviño  | Weitsprung | 6,16 m        | 30            | ausgeschieden | ausgeschieden | 30   |
| Männer          |            |               |               |               |               |      |
| Alberto Álvarez | Dreisprung | 16,67 m       | 10            | 16,56 m       | 9             | 9    |
| Edgar Rivera    | Hochsprung | 2,17 m        | 35            | ausgeschieden | ausgeschieden | 35   |
| Diego del Real  | Hammerwurf | 75,19 m       | 5             | 76,05 m       | 4             | 4    |

### Moderner Fünfkampf
| Athleten                 | Fechten | Fechten | Schwimmen   | Schwimmen | Reiten | Reiten | Combined     | Combined | Punkte | Rang   |
| Athleten                 | Bilanz  | Punkte  | Zeit        | Punkte    | Zeit   | Punkte | Zeit         | Punkte   | Punkte | Rang   |
| ------------------------ | ------- | ------- | ----------- | --------- | ------ | ------ | ------------ | -------- | ------ | ------ |
| Frauen                   |         |         |             |           |        |        |              |          |        |        |
| Tamara Vega              | 15:20   | 190     | 2:16,89 min | 290       | 0      | 300    | 12:49,39 min | 531      | 1311   | 10     |
| Männer                   |         |         |             |           |        |        |              |          |        |        |
| Ismael Hernández Uscanga | 18:17   | 208     | 2:02,12 min | 334       | 0      | 300    | 11:14,33 min | 626      | 1468   | Bronze |

### Radsport

#### Bahn
Omnium
| Athleten      | Scratch | Scratch | Einer- verfolgung | Einer- verfolgung | Ausscheidungs- fahren | Ausscheidungs- fahren | Zeitfahren | Zeitfahren | 250 m fliegend | 250 m fliegend | Punktefahren | Punktefahren | Punkte insgesamt | Gesamtrang |
| Athleten      | Rang    | Punkte  | Rang              | Punkte            | Rang                  | Punkte                | Rang       | Punkte     | Rang           | Punkte         | Rang         | Punkte       | Punkte insgesamt | Gesamtrang |
| ------------- | ------- | ------- | ----------------- | ----------------- | --------------------- | --------------------- | ---------- | ---------- | -------------- | -------------- | ------------ | ------------ | ---------------- | ---------- |
| Männer        |         |         |                   |                   |                       |                       |            |            |                |                |              |              |                  |            |
| Ignacio Prado | 13      | 16      | 14                | 14                | 9                     | 24                    | 17         | 8          | 17             | 8              | 3            | 10           | 73               | 15         |

#### Straße
| Athleten           | Wettbewerb    | Zeit          | Rang          |
| ------------------ | ------------- | ------------- | ------------- |
| Frauen             |               |               |               |
| Carolina Rodríguez | Straßenrennen | nicht beendet | nicht beendet |
| Männer             |               |               |               |
| Luis Lemus         | Straßenrennen | nicht beendet | nicht beendet |

#### Mountainbike
| Athleten          | Wettbewerb    | Zeit      | Rang |
| ----------------- | ------------- | --------- | ---- |
| Frauen            |               |           |      |
| Daniela Campuzano | Cross-Country | 1:36:33 h | 16   |

### Reiten
| Dressur                     |            |         |      |
| Athleten                    | Wettbewerb | Prozent | Rang |
| Bernadette Pujals mit Rolex | Einzel     | 66,757  | 51   |

### Ringen
| Athleten                         | Wettbewerb       | 1. Runde             | 1. Runde | Achtelfinale  | Achtelfinale  | Viertelfinale | Viertelfinale | Halbfinale    | Halbfinale    | Hoffnungsrunde Viertelfinale | Hoffnungsrunde Viertelfinale | Hoffnungsrunde Halbfinale | Hoffnungsrunde Halbfinale | Hoffnungsrunde Finale | Hoffnungsrunde Finale | Finale        | Finale        | Rang |
| Athleten                         | Wettbewerb       | Gegner               | Ergebnis | Gegner        | Ergebnis      | Gegner        | Ergebnis      | Gegner        | Ergebnis      | Gegner                       | Ergebnis                     | Gegner                    | Ergebnis                  | Gegner                | Ergebnis              | Gegner        | Ergebnis      | Rang |
| -------------------------------- | ---------------- | -------------------- | -------- | ------------- | ------------- | ------------- | ------------- | ------------- | ------------- | ---------------------------- | ---------------------------- | ------------------------- | ------------------------- | --------------------- | --------------------- | ------------- | ------------- | ---- |
| griechisch-römischer Stil Männer |                  |                      |          |               |               |               |               |               |               |                              |                              |                           |                           |                       |                       |               |               |      |
| Alfonso Leyva                    | Klasse bis 85 kg | Robert Kobliaschwili | 0:3      | ausgeschieden | ausgeschieden | ausgeschieden | ausgeschieden | ausgeschieden | ausgeschieden | ausgeschieden                | ausgeschieden                | ausgeschieden             | ausgeschieden             | ausgeschieden         | ausgeschieden         | ausgeschieden | ausgeschieden | 19   |

### Rudern
| Athleten            | Wettbewerb | Vorlauf     | Vorlauf | Vorlauf       | Hoffnungslauf | Hoffnungslauf | Hoffnungslauf | Viertelfinale | Viertelfinale | Viertelfinale | Halbfinale  | Halbfinale | Halbfinale    | Finale      | Finale | Rang |
| Athleten            | Wettbewerb | Zeit        | Platz   | Qualifikation | Zeit          | Platz         | Qualifikation | Zeit          | Platz         | Qualifikation | Zeit        | Platz      | Qualifikation | Zeit        | Platz  | Rang |
| ------------------- | ---------- | ----------- | ------- | ------------- | ------------- | ------------- | ------------- | ------------- | ------------- | ------------- | ----------- | ---------- | ------------- | ----------- | ------ | ---- |
| Frauen              |            |             |         |               |               |               |               |               |               |               |             |            |               |             |        |      |
| Kenia Lechuga       | Einer      | 8:11,44 min | 1       | Viertelfinale | –             | –             | –             | 7:44,11 min   | 3             | Halbfinale    | 8:14,76 min | 6          | B-Finale      | 7:40,39 min | 6      | 12   |
| Männer              |            |             |         |               |               |               |               |               |               |               |             |            |               |             |        |      |
| Juan Carlos Cabrera | Einer      | 7:08,27 min | 2       | Viertelfinale | –             | –             | –             | 6:50,04 min   | 2             | Halbfinale    | 7:03,68 min | 4          | B-Finale      | 6:50,02 min | 2      | 8    |

### Schießen
| Athleten         | Wettbewerb           | Qualifikation   | Qualifikation | Finale          | Finale        | Ringe/ Scheiben | Rang |
| Athleten         | Wettbewerb           | Ringe/ Scheiben | Rang          | Ringe/ Scheiben | Rang          | Ringe/ Scheiben | Rang |
| ---------------- | -------------------- | --------------- | ------------- | --------------- | ------------- | --------------- | ---- |
| Frauen           |                      |                 |               |                 |               |                 |      |
| Alejandra Zavala | Luftpistole 10 Meter | 387             | 4             | 157,1           | 4             | 544,1           | 4    |
| Goretti Zumaya   | Luftgewehr 10 Meter  | 413,9           | 24            | ausgeschieden   | ausgeschieden | 413,9           | 24   |

### Schwimmen
| Athleten            | Wettbewerb          | Vorlauf      | Vorlauf | Halbfinale    | Halbfinale    | Finale        | Finale        | Rang |
| Athleten            | Wettbewerb          | Zeit         | Rang    | Zeit          | Rang          | Zeit          | Rang          | Rang |
| ------------------- | ------------------- | ------------ | ------- | ------------- | ------------- | ------------- | ------------- | ---- |
| Frauen              |                     |              |         |               |               |               |               |      |
| Liliana Ibañez      | 50 m Freistil       | 25,25 s      | 28      | ausgeschieden | ausgeschieden | ausgeschieden | ausgeschieden | 28   |
| Männer              |                     |              |         |               |               |               |               |      |
| Ricardo Vargas      | 1500 m Freistil     | 15:11,53 min | 25      | –             | –             | ausgeschieden | ausgeschieden | 25   |
| Long Yuan Gutiérrez | 100 m Schmetterling | 53,34 s      | 32      | ausgeschieden | ausgeschieden | ausgeschieden | ausgeschieden | 32   |

### Segeln
Fleet Race
| Athleten     | Wettbewerb      | Qualifikation | Qualifikation | Medal Race    | Medal Race    | Punkte | Rang |
| Athleten     | Wettbewerb      | Punkte        | Rang          | Punkte        | Rang          | Punkte | Rang |
| ------------ | --------------- | ------------- | ------------- | ------------- | ------------- | ------ | ---- |
| Frauen       |                 |               |               |               |               |        |      |
| Demita Vega  | Windsurfen RS:X | 147           | 13            | ausgeschieden | ausgeschieden | 147    | 13   |
| Männer       |                 |               |               |               |               |        |      |
| David Mier   | Windsurfen RS:X | 207           | 20            | ausgeschieden | ausgeschieden | 207    | 20   |
| Yanic Gentry | Laser           | 340           | 42            | ausgeschieden | ausgeschieden | 340    | 42   |

### Synchronschwimmen
| Athletinnen                 | Wettbewerb | Qualifikation     | Qualifikation     | Qualifikation  | Qualifikation  | Qualifikation | Qualifikation | Finale         | Finale         | Finale           | Finale           |
| Athletinnen                 | Wettbewerb | Technische Kür TK | Technische Kür TK | Freie Kür FK-Q | Freie Kür FK-Q | Gesamt        | Gesamt        | Freie Kür FK-F | Freie Kür FK-F | Gesamt TK + FK-F | Gesamt TK + FK-F |
| Athletinnen                 | Wettbewerb | Punkte            | Rang              | Punkte         | Rang           | Punkte        | Rang          | Punkte         | Rang           | Punkte           | Rang             |
| --------------------------- | ---------- | ----------------- | ----------------- | -------------- | -------------- | ------------- | ------------- | -------------- | -------------- | ---------------- | ---------------- |
| Frauen                      |            |                   |                   |                |                |               |               |                |                |                  |                  |
| Karem Achach Nuria Diosdado | Duett      | 84,9268           | 12                | 85,7333        | 11             | 170,6601      | 11            | 86,0667        | 11             | 170,9935         | 11               |

### Taekwondo
| Athleten        | Wettbewerb        | Achtelfinale              | Achtelfinale | Viertelfinale     | Viertelfinale | Hoffnungsrunde Halbfinale | Hoffnungsrunde Halbfinale | Halbfinale        | Halbfinale    | Hoffnungsrunde Finale  | Hoffnungsrunde Finale | Finale        | Finale        | Rang          |
| Athleten        | Wettbewerb        | Gegner                    | Ergebnis     | Gegner            | Ergebnis      | Gegner                    | Ergebnis                  | Gegner            | Ergebnis      | Gegner                 | Ergebnis              | Gegner        | Ergebnis      | Rang          |
| --------------- | ----------------- | ------------------------- | ------------ | ----------------- | ------------- | ------------------------- | ------------------------- | ----------------- | ------------- | ---------------------- | --------------------- | ------------- | ------------- | ------------- |
| Frauen          |                   |                           |              |                   |               |                           |                           |                   |               |                        |                       |               |               |               |
| Itzel Manjarrez | Klasse bis 49 kg  | Rosa Keleku               | 9:5          | Iris Tang Sing    | 14:4          | –                         | –                         | Tijana Bogdanović | 0:10          | Panipak Wongpattanakit | 3:15                  | ausgeschieden | ausgeschieden | 5             |
| María Espinoza  | Klasse über 67 kg | Kirstie Alora             | 4:1          | Wiam Dislam       | 3:2           | –                         | –                         | Jackie Galloway   | 0:0SUP        | –                      | –                     | Zheng Shuyin  | 1:5           | Silber        |
| Männer          |                   |                           |              |                   |               |                           |                           |                   |               |                        |                       |               |               |               |
| Carlos Navarro  | Klasse bis 58 kg  | Yousef Shriha             | 23:9         | Venilton Teixeira | 8:5           | –                         | –                         | Zhao Shuai        | 4:9           | Kim Tae-hun            | 5:7                   | ausgeschieden | ausgeschieden | 5             |
| Saúl Gutiérrez  | Klasse bis 68 kg  | Pürewdschawyn Temüüdschin | 11:12        | ausgeschieden     | ausgeschieden | ausgeschieden             | ausgeschieden             | ausgeschieden     | ausgeschieden | ausgeschieden          | ausgeschieden         | ausgeschieden | ausgeschieden | ausgeschieden |

### Tischtennis
| Athleten      | Wettbewerb | 1. Runde     | 1. Runde | 2. Runde         | 2. Runde | 3. Runde      | 3. Runde      | 4. Runde      | 4. Runde      | Viertelfinale | Viertelfinale | Halbfinale    | Halbfinale    | Finale        | Finale        | Rang          |
| Athleten      | Wettbewerb | Gegner       | Ergebnis | Gegner           | Ergebnis | Gegner        | Ergebnis      | Gegner        | Ergebnis      | Gegner        | Ergebnis      | Gegner        | Ergebnis      | Gegner        | Ergebnis      | Rang          |
| ------------- | ---------- | ------------ | -------- | ---------------- | -------- | ------------- | ------------- | ------------- | ------------- | ------------- | ------------- | ------------- | ------------- | ------------- | ------------- | ------------- |
| Frauen        |            |              |          |                  |          |               |               |               |               |               |               |               |               |               |               |               |
| Yadira Silva  | Einzel     | Heba Allejji | 4:0      | Barbora Balážová | 0:4      | ausgeschieden | ausgeschieden | ausgeschieden | ausgeschieden | ausgeschieden | ausgeschieden | ausgeschieden | ausgeschieden | ausgeschieden | ausgeschieden | ausgeschieden |
| Männer        |            |              |          |                  |          |               |               |               |               |               |               |               |               |               |               |               |
| Marcos Madrid | Einzel     | Yoshua Shing | 4:0      | Wang Yang        | 1:4      | ausgeschieden | ausgeschieden | ausgeschieden | ausgeschieden | ausgeschieden | ausgeschieden | ausgeschieden | ausgeschieden | ausgeschieden | ausgeschieden | ausgeschieden |

### Tennis
| Athleten                                    | Wettbewerb | 1. Runde                     | 1. Runde | 2. Runde | 2. Runde | Achtelfinale              | Achtelfinale | Viertelfinale | Viertelfinale | Halbfinale    | Halbfinale    | Finale        | Finale        |               |
| Athleten                                    | Wettbewerb | Gegner                       | Ergebnis | Gegner   | Ergebnis | Gegner                    | Ergebnis     | Gegner        | Ergebnis      | Gegner        | Ergebnis      | Gegner        | Ergebnis      |               |
| ------------------------------------------- | ---------- | ---------------------------- | -------- | -------- | -------- | ------------------------- | ------------ | ------------- | ------------- | ------------- | ------------- | ------------- | ------------- | ------------- |
| Männer                                      |            |                              |          |          |          |                           |              |               |               |               |               |               |               |               |
| Santiago González Miguel Ángel Reyes Varela | Doppel     | Colin Fleming Dominic Inglot | 6:3, 6:0 | –        | –        | Florin Mergea Horia Tecău | 3:6, 6:79    | ausgeschieden | ausgeschieden | ausgeschieden | ausgeschieden | ausgeschieden | ausgeschieden | ausgeschieden |

### Triathlon
| Athleten               | Wettbewerb | Zeit       | Rang       |
| ---------------------- | ---------- | ---------- | ---------- |
| Frauen                 |            |            |            |
| Cecilia Pérez Flores   | Einzel     | 2:02:47 h  | 33         |
| Claudia Rivas Vega     | Einzel     | 1:58:28 h  | 9          |
| Männer                 |            |            |            |
| Crisanto Grajales      | Einzel     | 1:47:28 h  | 12         |
| Irving Pérez Pineda    | Einzel     | 1:48:26 h  | 22         |
| Rodrigo González López | Einzel     | überrundet | überrundet |

### Turnen

#### Gerätturnen
| Athleten      | Wettbewerb       | Qualifikation | Qualifikation | Finale        | Finale        | Rang |
| Athleten      | Wettbewerb       | Punkte        | Rang          | Punkte        | Rang          | Rang |
| ------------- | ---------------- | ------------- | ------------- | ------------- | ------------- | ---- |
| Frauen        |                  |               |               |               |               |      |
| Alexa Moreno  | Mehrkampf Einzel | 54,866        | 31            | ausgeschieden | ausgeschieden | 31   |
| Männer        |                  |               |               |               |               |      |
| Daniel Corral | Barren           | 15,000        | 25            | ausgeschieden | ausgeschieden | 25   |
| Daniel Corral | Pauschenpferd    | 13,833        | 47            | ausgeschieden | ausgeschieden | 47   |

### Volleyball
| Wettbewerb    | Männer |
| ------------- | --- |
| Athleten      | Daniel Vargas Gonzalo Ruiz Jesús Rangel Jesús Alberto Perales Jorge Quiñones Carlos Guerra Pedro Rangel Jorge Barajas Samuel Córdova Tomás Aguilera Néstor Orellana José Martínez |
| Trainer       | Jorge Azair |
| Gruppenphase  | Brasilien (1:3) Frankreich (0:3) Italien (0:3) Kanada (0:3) USA (0:3) |
| Viertelfinale | ausgeschieden |
| Halbfinale    | ausgeschieden |
| Finale        | ausgeschieden |
| Platzierung   | 12. Platz |

### Wasserspringen
| Athleten                        | Wettbewerb                 | Vorkampf | Vorkampf | Halbfinale    | Halbfinale    | Finale        | Finale        | Rang   |
| Athleten                        | Wettbewerb                 | Punkte   | Rang     | Punkte        | Rang          | Punkte        | Rang          | Rang   |
| ------------------------------- | -------------------------- | -------- | -------- | ------------- | ------------- | ------------- | ------------- | ------ |
| Frauen                          |                            |          |          |               |               |               |               |        |
| Dolores Hernández               | Kunstspringen 3 m          | 295,20   | 18       | 293,05        | 16            | ausgeschieden | ausgeschieden | 16     |
| Melany Hernández                | Kunstspringen 3 m          | 279,45   | 22       | ausgeschieden | ausgeschieden | ausgeschieden | ausgeschieden | 22     |
| Paola Espinosa                  | Turmspringen 10 m          | 313,70   | 13       | 306,45        | 12            | 377,10        | 4             | 4      |
| Alejandra Orozco                | Turmspringen 10 m          | 287,45   | 20       | ausgeschieden | ausgeschieden | ausgeschieden | ausgeschieden | 20     |
| Paola Espinosa Alejandra Orozco | Turmspringen Synchron 10 m | –        | –        | –             | –             | 304,08        | 6             | 6      |
| Männer                          |                            |          |          |               |               |               |               |        |
| Rodrigo Diego López             | Kunstspringen 3 m          | 430,70   | 8        | 356,05        | 16            | ausgeschieden | ausgeschieden | 16     |
| Rommel Pacheco                  | Kunstspringen 3 m          | 488,25   | 2        | 469,70        | 2             | 451,20        | 7             | 7      |
| Iván García                     | Turmspringen 10 m          | 418,90   | 15       | 497,55        | 3             | 418,95        | 10            | 10     |
| Germán Sánchez                  | Turmspringen 10 m          | 430,05   | 12       | 462,05        | 9             | 532,70        | 2             | Silber |
| Jahir Ocampo Rommel Pacheco     | Kunstspringen Synchron 3 m | –        | –        | –             | –             | 405,30        | 5             | 5      |
| Iván García Germán Sánchez      | Turmspringen Synchron 10 m | –        | –        | –             | –             | 423,30        | 5             | 5      |